# Hammerwerk Meischendorf

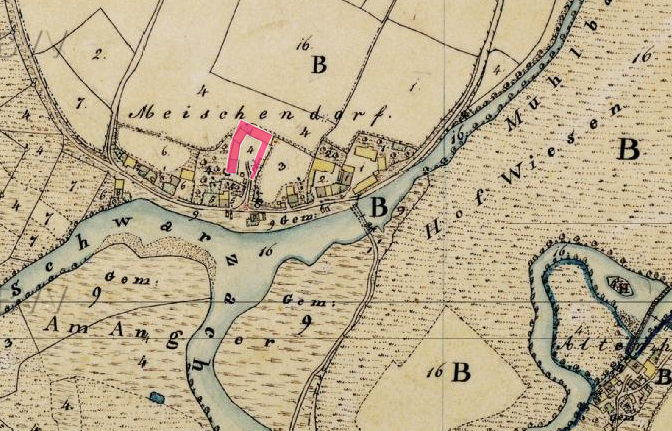
Lageplan von Meischendorf (Schwarzhofen) auf dem Urkataster von Bayern

Das Hammerwerk Meischendorf (auch Hammer Meuschendorf genannt) lag in dem gleichnamigen Ortsteil der Oberpfälzer Gemeinde Schwarzhofen. Der Hammer wurde vom Wasser der Schwarzach betrieben.

## Geschichte
Der Hammer Meuschendorf wird in der Oberpfälzer Hammereinigung von 1387 genannt. Besitzer war damals Jordan Gresser. Der Hammer bestand aus einem Hüttengebäude, einer Kohlenschupfe und drei Wohnhäuser für den Hammerherrn und die Hammerarbeiter. 1386 war hier ein Conrad Steiner von Meuschendorf erwähnt worden.
Altmann und Otto von Katzdorf und deren Muhme Elisabeth die Katzdorferin stifteten 1424 eine ewige Messe an die Kirche von Katzdorf und vermachten dabei den großen und den kleinen Zehent zu Meuschendorf, zum Zangenstein und auf dem Hammer bei Mäuschendorf, mit denen sie 1410 vom Bischof von Regensburg belehnt worden waren, an die Kirche von Katzdorf. Aus einer Verleihurkunde vom 9. Juli 1529 geht hervor, dass Sebastian Altmann dem Pfalzgrafen Ludwig den Hammer Meuschendorf verkauft, wie er den und seine Vorfahren innegehabt hatte. Der Hammer lag allerdings in der Folge des Landshuter Erbfolgekrieges bereits lange öd. Der Bruder des Pfalzgraf, Herzog Friedrich II. erlaubte nun dem Endresen Strobl, Hammermeister zu Stefling, den Hammer Meuschendorf wieder aufzubauen. Dafür musste er jährlich 20 rheinische Gulden an den Kasten zu Neunburg vorm Wald zahlen und weitere Abgaben (zwei Stäbe Eisen) leisten. Zudem durfte er das Holz für das Werk aus den herzoglichen Wäldern beziehen. Erst 100 Jahre später hört man wieder von Besitzern des Hammers: Am 10. September 1620 übergibt Frau Margaretha Sigelin, nachgelassene Wittib des Antoni Siegels, gewester Hammermeister zu Meuschendorf, ihre Erbsgerechtigkeit an ihren Sohn Georgen Siegler. 1630 wird der Hammer meistens mit alten Schlacken betrieben.
Während des Dreißigjährigen Krieges wird durch Herzog Bernhard von Weimar das ganze Schwarzachtal verwüstet und dabei auch der Hammer Meuschendorf abermals zerstört. Aus einem Bericht des Johann German Barbing an den Kurfürst Ferdinand Maria vom 16. Januar 1666 heißt es: „Meischendorf. Auf diesem ganz öd darniederliegenden Hammer und dabei vorhandener Mühl thun des gewesenen Hammermeisters Anton Sigl vorhandenen dreierlei Kinder und Erben, neben andern Creditoren, bei 1200 fl. Schuldforderung praetendirn. Ihnen ist von der Churf. Hochl. Regierung und dem hiesigen Rentamt befohlen worden, solchen Hammer entweder aufzubauen oder sich der daraufhabenden Schuldforderung zu begeben. Weil sich aber gedachte Sigl'sche Erben hierum nicht mehr gemeldet, ist solcher Hammer Hans Landgraf Müller zu Meischendorf dergestalt auf gewisse conditiones per 25 fl. verkauft worden, daß er einmal die Schmidmühl mit zwei Gängen aufrichten solle. Der Hammer wird darum aber schwerlich aufgebaut werden, zumal vermöge von Churf. hochl. Regierung Amberg ergangener Reg.-Erkenntnis der vorhanden gewesene Hammerschmidzeug und das Eisenwerk u.s.w. dem Pertheimerischen Erben, Christoph Böhaimb zu Amberg, so eine Perkheimersche Tochter hat, für die Schuldforderung von 200 fl. wirklich zuerkannt worden.“
Von 1670 datiert ein Kaufvertrag, mit dem einen Johann Schreyer aus Bodenwöhr der Zunder, der in Meuschendorf noch vorhanden ist, ausgefolgt werden soll. Von 1684 stammt eine Urkunde, nach der die Pfalzgrafen Rudolf und Ludwig einem Rutger von Wartberg und seinem Vetter mit einer Mahl- und Sägemühle zu Meuschendorf belehnen. Es ist unklar, ob diese an Stelle des Hammers errichtet wurde oder ob beide Werke nebeneinander bestanden.
Am 24. März 1684 verkaufte Georg Lehner, Müller zu Meuschendorf, seine Mühle mitsamt  dem öden Hammer an Johann Friedrich von Aufseß auf Freyenfels und Zangenstein, Kämmerer, Landrichter und Landhauptmann zu Neunburg vom Wald. Die noch bestehenden drei Häuser wurden an Taglöhner verkauft, der Ort erhielt einschließlich der an der Stelle des Hammers erbauten Mahlmühle den Namen Altenhammer. Der Hammer zu Meuschendorf scheint nicht wieder aufgebaut worden zu sein.
Anfang des 19. Jahrhunderts stand in Meischendorf noch eine Mahl- und Schneidmühle.